# Gebogen traliemossel
De gebogen traliemossel (Ischadium recurvum) is een tweekleppigensoort uit de familie van de Mytilidae. De wetenschappelijke naam van de soort werd in 1820 voor het eerst geldig gepubliceerd door Constantine Samuel Rafinesque-Schmaltz.